# Riti di passaggio (romanzo)
Riti di passaggio (Rites of Passage) è un romanzo di William Golding del 1980. Il romanzo è il primo della trilogia Ai confini della Terra, con i successivi Calma di vento (Close Quarters, 1987) e Fuoco sotto coperta (Fire Down Below, 1989). Il romanzo ha vinto il Booker Prize nel 1980.

## Trama
Il libro si concentra sul racconto di un viaggio in Australia, e prende la forma di un diario scritto da Edmund Talbot, un giovane, aristocratico passeggero a bordo di una nave da guerra britannica. Il suo influente padrino, dopo avergli assicurato un lavoro presso il Governatore del Nuovo Galles del Sud, gli regala il taccuino su cui registrare gli eventi significativi del viaggio.
Talbot inizia con la descrizione dettagliata dei vari passeggeri e membri dell'equipaggio, che comprendono una varietà rappresentativa della società inglese degli inizi del XIX secolo. Il diario diventa rapidamente il racconto del declino di un passeggero, il reverendo Colley. 

## Edizioni
- William Golding, Riti di passaggio, Longanesi, 1983.